# Stazione di Sawa (Ibaraki)
La stazione di Sawa (佐和駅?, Sawa-eki) è una fermata ferroviaria della città di Hitachinaka, nella prefettura di Ibaraki, in Giappone.

## Linee e servizi
JR East
■ Linea Jōban

## Struttura
La stazione è costituita da un fabbricato viaggiatori posto su un lato, con due marciapiedi laterali e due binari passanti in superficie. L'attraversamento sicuro dei binari è garantito da un sovrappassaggio dotato di ascensori.
| 1 | ■ Linea Jōban | per Hitachi, Takahagi, Iwaki e Hirono                                  |
| 2 | ■ Linea Jōban | per Katsuta, Mito, Tomobe, Ishioka, Tsuchiura, Ueno, Tokyo e Shinagawa |

## Stazioni adiacenti
| «           | Servizio    | »           |
| Linea Jōban | Linea Jōban | Linea Jōban |
| ----------- | ----------- | ----------- |
| Katsuta     | -           | Tōkai       |